# 本間千枝子
本間 千枝子（ほんま ちえこ、1933年10月1日 - ）は、日本のノンフィクション作家、随筆家。

## 来歴
東京生まれ。早稲田大学文学部仏文科中退。早稲田大学4年の時にニューヨーク市立大学クイーンズ校に留学し、本間長世と知り合い結婚。その後4回、通算7年間の滞米生活を送る。
1982年、『アメリカの食卓』でサントリー学芸賞受賞。この時の肩書は主婦であった。その後次々と食を中心としたエッセイを書く。
画家・石垣栄太郎の記念美術館を建てる運動にも参加した。
三鷹市教育委員・委員長 (1994年〜2002年) のときに務めた三鷹の森ジブリ美術館理事、日本人のこころを考える会100人委員会委員を歴任。
またNPO法人「海のくに・日本」副理事長として魚食を中心とした食育にかかわり、日本酒と日本文化の普及や発展に尽くしたとして名誉唎酒師酒匠に任命された (第7回平成18・2006年)。　

## 著作

### 単著
- 『アメリカの食卓』文藝春秋、1982年。 1982 のち文庫
- 『コロンブスの目玉焼 - 料理と英語のアメリカ発見』講談社、1984年。
- 『りんごの本 健康を食べよう』文化出版局、1985年。
- 『グラスに映るアメリカ』新潮社、1986年。
- 『父のいる食卓』文藝春秋、1987年。 のち文庫
- 『嫁と姑の食卓』主婦と生活社、1990年。
- 『愛しきアメリカのバラッド』徳間書店、1992年。
- 『そして夫と姑が残った 子が巣立ち、試練が始まる』主婦と生活社、1994年。
- 『毒を盛るか愛を盛るか 女が変える食のかたち』フレーベル館、1999年。
- 『女の酒の物語』日本経済新聞出版社、2000年。
- 『バッカスが呼んでいる―ワイン浪漫紀行』文藝春秋、2002年。
- 『誇り高き老女たちの食卓』NTT出版、2009年。
- 『セピア色の昭和―記憶の断章』岩波書店、2011年。

### 共著
- 本間長世『ローラのお料理ノート : 大草原の小さな家』増淵達夫 (写真)、文化出版局、1981年。
- 本間長世『ローラのお料理ノート : むかしむかし大きな森の小さな家の台所で「インガルス一家の物語」より』増淵達夫 (写真)、文化出版局、1981年。 NCID BN12206042。
- 本間長世『家族の食卓 対話とエッセイ』ティビーエス・ブリタニカ、1983年。
- なみき みどり『世界のメルヘンお料理ノート』日本英語教育協会、1986年。 NCID BA81309290。
- 石毛直道、井上忠司『食と人生』味の素食の文化センター、2001年。
- 有賀夏紀『世界の食文化 アメリカ』12号、農山漁村文化協会、2004年。

### 翻訳
- 『未完の女 リリアン・ヘルマン自伝』稲葉明雄 (共訳)　、平凡社、1981年。　のち平凡社ライブラリー
- M・F・K・フィッシャー『食の美学』種田 幸子 (共訳)、サントリー〈サントリー博物館文庫〉、1986年。

原書は Fisher, Mary Frances Kenned (1963). (Serve it forth.-Consider the Oyster.-The Gastronomical me.-An Alphabet for Gourmets.). London: Faber & Faber. OCLC 752857490 W・H・Auden 序。
- ピーター・フィーブルマン『リリアン・ヘルマンの思い出』筑摩書房、1992年。ISBN 9784480836076。

原書は Feibleman, Peter S (1988). Lilly : reminiscences of Lillian Hellman. New York: Morrow. ISBN 9780688061883. OCLC 243117961

### 雑誌
- 朝日新聞社（編）「食べもの 家庭崩壊のなかで高まる幸せだった食卓への郷愁〈アメリカはいま「黄昏」の気分 ; 肌で感じる市民生活の変貌〉」『朝日ジャーナル』第24巻第17号、1982年4月23日、15-16頁。
- 神崎倫一、常盤新平、本間千枝子（著）、毎日新聞社（編）「私の好きなアメリカ 嫌いなアメリカ」『エコノミスト』第61巻第49号、1983年11月22日、16-22頁。
- 「〔食〕のアメリカこの四半世紀」『中央公論』第100巻第4号、1985年4月、219-223issn=05296838。
- 「しあわせな私のキッチン」『暮しの手帖 第3世紀』第65巻、1997年1月、30-37頁。
- 「吾妻綾子の巻〈女の酒の物語 (11)〉」『選択』第23巻第6号、1997年6月、116-117頁。
- 「アレクサンドラ・ペレイルの巻〈女の酒の物語〉」『選択』第24巻第1号、116-117頁。
- 国際交流基金（編）「日本酒をアメリカで広める—〔日本人のこころを語る会〕活動記」『国際交流』第20巻第3号、1998年4月、77-81頁、ISSN 0385230X。
- 「アメリカの日本食事情〈特集 国境を越えた日本食〉」『Vesta』第39号、2000年8月、24-29頁、ISSN 09180214。
- 「心の通い合う人と語らいながら飲むのが究極の酒です—随筆家・本間千枝子〈女性群像21C (6)〉」『財界にっぽん』第33巻1 (379)、2001年1月、82-85頁。
- 神崎宣武、堀内勝、本間千枝子 他「座談会 食の名言・名句あれこれ」『Vesta』第49号、2003年、38-43頁、ISSN 09180214。
- 「辻静雄—食通のなかの食通が愛した、引き算の美学〈特集 好事家たちの食スタイル 食べ歩き、あの人この人〉」『東京人』第19巻1 (198)、2004年1月、13-16頁、ISSN 09120173。
- Serge  Hochar「対談 ワインは人類への贈り物—レバノンワインと神話的世界〈知られざるアラビア世界〉」『をちこち : 遠近』第5号、46-52頁。
- 「〔地球に負担をかけぬ食〕への変化〈特集 変わりつづける〔世界の食文化〕〉」『Vesta』第74号、2009年、48-50頁、ISSN 09180214。
- 「北米　(アメリカ)　における鍋など調理器について〈特集 鍋の美味学 (ガストロノミー)—火味の道具だて ; 世界の鍋〉」『Vesta』第84号、2011年、27-29頁、ISSN 09180214。

## テレビ出演
- 一枚の写真（1992年2月17日、フジテレビ）